# Calochortoideae
Calochortoideae es una subfamilia de plantas de flores perteneciente a la familia Liliaceae. Comprende los siguientes géneros.

## Géneros
- Calochortus - Prosartes - Scoliopus - Streptopus - Tricyrtis[1]